# God Save Us All (Death to POP)
God Save Us All (Death to POP) è un singolo del gruppo musicale canadese Sum 41, il terzo estratto dal loro sesto album in studio 13 Voices, pubblicato il 29 settembre 2016.

## Video musicale
Il video ufficiale del brano, diretto, prodotto ed editato da Blake Higgins ai Blakeprimes Digital, è stato pubblicato su YouTube in contemporanea all'uscita del singolo. Inizia con la voce del cantante Deryck Whibley che, in riferimento al titolo del brano, dice che «La cosa più bella del suonare musica rock in giro per il mondo è il sentire tutta questa unità attraverso la musica stessa con le altre persone. [...] Io non penso che si senta qualcosa con il pop», e continua con un montaggio di diverse riprese dal vivo dei Sum 41.

## Tracce
Testi e musiche di Deryck Whibley.
1. God Save Us All (Death to POP) – 3:53

## Formazione
- Deryck Whibley – voce, chitarra ritmica, pianoforte, tastiera
- Dave Baksh – chitarra solista, cori
- Tom Thacker – chitarra solista, cori
- Cone McCaslin – basso, cori
- Frank Zummo – batteria, percussioni, cori